# Kelly Rohrbach
Kelly Rohrbach (Greenwich, 21 de janeiro de 1990) é uma atriz e modelo norte-americana.

## Carreira
Rohrbach teve pequenos papéis na série de televisão Dois Homens e Meio, O Novo Normal, Rizzoli & Isles, Broad City e Rush. Após trabalhar em Hollywood por dois anos, Rohrbach começou a modelar. 
Ela apareceu em Gap Inc. campanha de marketing de férias de 2014 e Old Navy Jeans em 2015.
Ela apareceu em Sports Illustrated   Swimsuit Issue e recebeu o nome de "Novata do ano". Ela interpretou C.  J. Parker no longa-metragem Baywatch, baseado na série de 1989-2001 com o mesmo nome.

## Vida pessoal
Rohrbach namorou o ator Leonardo DiCaprio em 2015. Em 2019, ela se casou com o advogado Steuart Walton.

## Filmografia

### Filme
| Ano  | Titulo                  | Notas            | Notas                 |
| ---- | ----------------------- | ---------------- | --------------------- |
| 2012 | Wilt                    | Beatrice         |                       |
| 2015 | My Last Film            | Ashley           | Curta-metragem        |
| 2016 | Café Society            | Mulher           |                       |
| 2017 | Baywatch                | C.J. Jean Parker |                       |
| 2018 | Ocean's 8               | Ela mesma        | Participação especial |
| 2019 | A Rainy Day in New York | Terry            |                       |

### Televisão
| Ano       | Titulo              | Papel                              | Notas        |
| --------- | ------------------- | ---------------------------------- | ------------ |
| 2013      | The New Normal      | Amber                              | 1 episódio   |
| 2013      | Two and a Half Men  | Amber                              | 1 episódio   |
| 2013-2014 | Rizzoli & Isles     | Officer Charlotte "Charlie" Hansen | 2 episódios  |
| 2013-2015 | The PET Squad Files | Jayne Duncan                       | 12 episódios |
| 2014      | Rush                | Young hottie                       | 1 episódio   |
| 2014      | Love is Relative    | Emily                              | Telefilme    |
| 2015      | Deadbeat            | Beth                               | 1 episódio   |
| 2016      | Broad City          | Alice Ackerman                     | 1 episódio   |
| 2017      | Angie Tribeca       | Laura Ashley                       | 1 episódio   |
| 2019      | Yellowstone         | Cassidy Reid                       | 2 episódios  |